# Corydalis saxicola
Corydalis saxicola är en vallmoväxtart som beskrevs av Bunting. Corydalis saxicola ingår i släktet nunneörter, och familjen vallmoväxter. Inga underarter finns listade i Catalogue of Life.